# Häg-Ehrsberg
Häg-Ehrsberg è un comune tedesco di 853 abitanti, situato nel land del Baden-Württemberg.